# Sneakers (film)
Sneakers är en amerikansk långfilm från 1992 i regi av Phil Alden Robinson.

## Handling
1969 sitter Martin Brice och hans goda vän Cosmo i universitetets datorsal och försöker bryta sig in i andra datasystem. Brice lämnar tursamt Cosmo för att köpa pizza och hinner precis ut för att se hur polisen stormar byggnaden och arresterar Cosmo och befinner sig nu alltså på rymmen.
20 år senare har Brice tagit efternamnet Bishop och bosatt sig i San Francisco. Där leder han ett team specialister som med oortodoxa metoder prövar företags elektroniska och fysiska säkerhet.
Teamet består förutom av Bishop själv, av:
- Darryl "Mother" Roskow, ett finmotoriskt tekniskt geni som även är konspirationsteoretiker med ett stort tekniskt kunnande.
- Carl Arbogast, ett ungt geni.
- Donald Crease, en före detta CIA officer och en utpräglat nervös familjefar.
- Erwin "Whistler" Emory, en blind phreaker med perfekt gehör.

En dag blir Bishop erbjuden ett uppdrag av två NSA-agenter, Buddy Wallace och Dick Gordon, vilka berättar för Bishop att de känner till hans dunkla förflutna. I utbyte av att se mellan fingrarna för hans tidigare synder och en större summa pengar, ber de Bishop att återta en black box-dekoder som matematikern Dr. Gunter Janek utvecklat för ryssarnas räkning i företaget Setec Astronomy.
Bishop rekryterar sin före detta flickvän Liz, som känner till hans tidigare liv, för uppdraget och de lyckas stjäla sitt byte.
Whistler blir nyfiken över funktionerna boxen har och börjar undersöka den med Mothers hjälp. De upptäcker att den styrs av en avancerad algoritm som lätt knäcker befintliga krypteringskoder, vilket de bevisar genom att bryta sig in i FAA, den federal luftfartsmyndighet i USA. De demonstrerar också hur de utan problem tar sig igenom säkerhetssystemen för att få kontroll till elnätet och andra säkerhetsklassade nätverk.
Ungefär samtidigt sitter Bishop och Liz och spelar Alfapet med Crease och hans fru, då de upptäcker att ett anagram på Setec Astronomy blir too many secrets. De förstår att varje regering i världen skulle göra vad som helst för att äga denna black box, så Crease begär att de ska höja säkerheten i byggnaden tills de kan överlämna boxen till NSA. När Bishop och Crease möter upp NSA-agenterna för att överlämna lådan upptäcker Crease att Janek blivit mördad och avbryter överlämnandet. De två flyr scenen, men den ovetandes Bishop har redan överlämnat boxen till agenterna. Snart förstår de att Gordon och Wallace inte alls är NSA-agenter och att Janek i själva verket utvecklade lådan för NSA:s räkning. Bishop vänder sig till en vän på Ryska konsulatet, Gregor, som identifierar Gordon och Wallace som före detta agenter som nu blivit skurkar. Innan Gregor hinner upptäcka vilka de jobbar åt blir hans limousin stoppad av falska FBI-agenter som mördar Gregor och kidnappar Bishop, efter att ha förvanskat brottsplatsen så Bishop verkar vara mördaren.
Bishop vaknar upp i ett för honom okänt kontor, där han möter sin ungdomskamrat Cosmo livs levande. Cosmo som är bitter över hur Bishop lämnat honom 20 år tidigare har nu lyckats skapa sig ett rikt liv efter att ha hjälpt högt uppsatt kriminella, som hjälpt honom att rymma från fängelset. Han avslöjar för Bishop det är han som ligger bakom allt detta och vill ha dekrypteringslådan för att göra världsekonomin instabil och skapa anarki. Cosmo ber Bishop att börja jobba för honom, men Bishop vägrar. Då använder Cosmo den svarta lådan för att bryta sig in i FBI:s databas, där han länkar Bishops nuvarande alias med hans riktiga namn och låter sedan sina män dumpa Bishop i staden.
Martin återvänder till sitt team och de samlas i Liz lägenhet. De ringer upp NSA med hjälp av omkopplade samtal för att förhindra att de spåras och erbjuder sig att återskaffa dekrypteringsenheten mot utbyte av full amnesti. Medan de diskuterar situationen med NSA-chefen Bernad Abbott, blir deras uppkoppling nästan spårad och de beslutar sig för att skaffa tillbaka boxen på eget bevåg för att ha en bättre förhandlingsposition. Med Whistlers hjälp lyckas de lokalisera var Bishop hölls kidnappad - Ett leksaksföretag som fungerar som en täckmantel för Cosmo. Teamet hittar Cosmos kontor, säkerhetsfunktionerna och de lyckas hitta en rutt för att ta sig dit, nämligen genom kontorsgrannens och leksaksdesignerns Werner Brandes kontor. För att kunna identifiera sig i det röststyrda säkerhetssystemet övertalar teamet Liz att gå på en dejt med Brandes, eftersom de hittat honom på flera dejtingsidor.
Under dejten blir Brandes misstänksam över Liz och tar henne till Cosmo, som förstår Bishop är ute efter honom, så han låser ner byggnaden. Cosmo spårar Bishop till taket där resten av teamet flyr. Cosmo tvingar till sig boxen under pistolhot. Bishop ger motvilligt ifrån sig boxen och beger sig därifrån och de är alla borta innan Cosmo upptäcker Bishop gett honom en kopia av boxen. När Bishop och hans team återvänder till sina kontor, blir de omringade av beväpnade NSA-agenter under ledning av Abbott. Martin förstår att boxen endast fungerar på amerikanska krypteringskoder och att NSA enbart vill ha den för att spionera på andra amerikanska myndigheter. Innan Bishop överlämnar lådan ber han att få sitt förflutna raderat och Abbott går med på det. Bishop låter sitt team ge sina egna krav, vilka är mer orimliga än det tidigare och Abbott är inte i en position så han kan säga emot. Lådan lämnas över, men efter agenterna gått avslöjar Bishop att han tog ur flyttalsprocessorn som innehöll de beräknande algoritmerna, vilket gör lådan i princip värdelös.

## Rollista, i urval
| Robert Redford   | – Martin Bishop/Martin Brice |
| Ben Kingsley     | – Cosmo                      |
| Sidney Poitier   | – Donald Crease              |
| David Strathairn | – Erwin 'Whistler' Emory     |
| Dan Aykroyd      | – Darryl 'Mother' Roskow     |
| River Phoenix    | – Carl Arbogast              |
| James Earl Jones | – Bernard Abbott             |